# Sleepytime Trio
Sleeptime Trio ist eine seit 1994 bestehende US-amerikanische Emocore-Band aus Harrisonburg, Virginia.

## Geschichte
Nachdem die Band Maximillian Colby aufgelöst worden war, gründete der von dieser Band stammende Drew Ringo zusammen mit Ben Davis am Bass und Jonathan Fuller am Schlagzeug die Band Sleepytime Trio. Im Sommer 1995 kam dann noch der auch bei Maximillian Colby aktive Dave Nesmith als zweiter Gitarrist dazu.
Nachdem das Line-up komplett war, ging die Band 1996 auf Tour, bei der sie 20 Konzerte in 17 Tagen spielte und dabei nach Florida, Chicago, Québec und zurück nach Washington, D.C. reiste.
1998 gab es eine kurze Auszeit für die Band, da Drew Ringo eine Zeit lang in Seattle war und die anderen Bandmitglieder Zeit für andere Bands wie Engine Down, The Rah Bras oder Milemaker hatten. Nach dieser kurzen Zeit spielte die Band wieder zusammen.
Mit Memory-Minus kam 2002 ein neues Album der Band beim Label Lovitt Records heraus.

## Stil
Ihr Stil entspricht dem typischen Emo-Sound. Mid-tempo D.C. Hardcore mit ein wenig chaotisch wirkenden Song-Strukturen, emotional gesungenen und geschrienen Textzeilen und Wörtern; Harte Gitarren und leisere monotonere Parts prägen die Band und sind typisch für das Genre. Dennoch ist ein Einfluss von härteren Emobands, die mit Screamo bezeichnet werden, hörbar. Vor allem die aggressivere Spielweise und der stärkere Gebrauch von aggressiverem Schreien deuten auf diese Sonderform des Genres hin.

## Diskografie

### EPs/Splits
- Songs & Stories, 7″ (1996, Whirled Records)
- Speak Again Twice 7″ (1996, Nervous Wreck Kids)
- Split mit Four Hundred Years,7″ (1997, Smoothlips Records)

### Alben
- Plus6000, 12" (1997, Lovitt Records)
- Memory-Minus (2002, Lovitt Records)

### Samplerbeiträge
- The Belladonna Series Vol. 1: Animism, 7″ (1995, Planaria Records) Titel: 6am
- The ABC's of Punk, 12″+7″ (1997, Whirled Records) Titel: Flake City